# 中国铁路胜利13型蒸汽机车
胜利13型蒸汽机车，为中国铁路一种干线客运用途的煤水车式蒸汽機車，前身为陇海铁路于1935年到1937年间从比利时、法国以及荷兰订购的500型蒸汽机车，编号范围为501-505。
第二次世界大战结束后，此型机车被中国铁道部编为ㄆㄒ13（PX13）型，于1959年改称为胜利13型（SL13），编号范围为901-920。1980年代有2辆胜利13型机车于沈阳、西安两地有目击记录，但没有机车保存下来。